# Ehrenbach
Ehrenbach is een plaats in de Duitse gemeente Idstein, deelstaat Hessen, en telt 303 inwoners (2007).

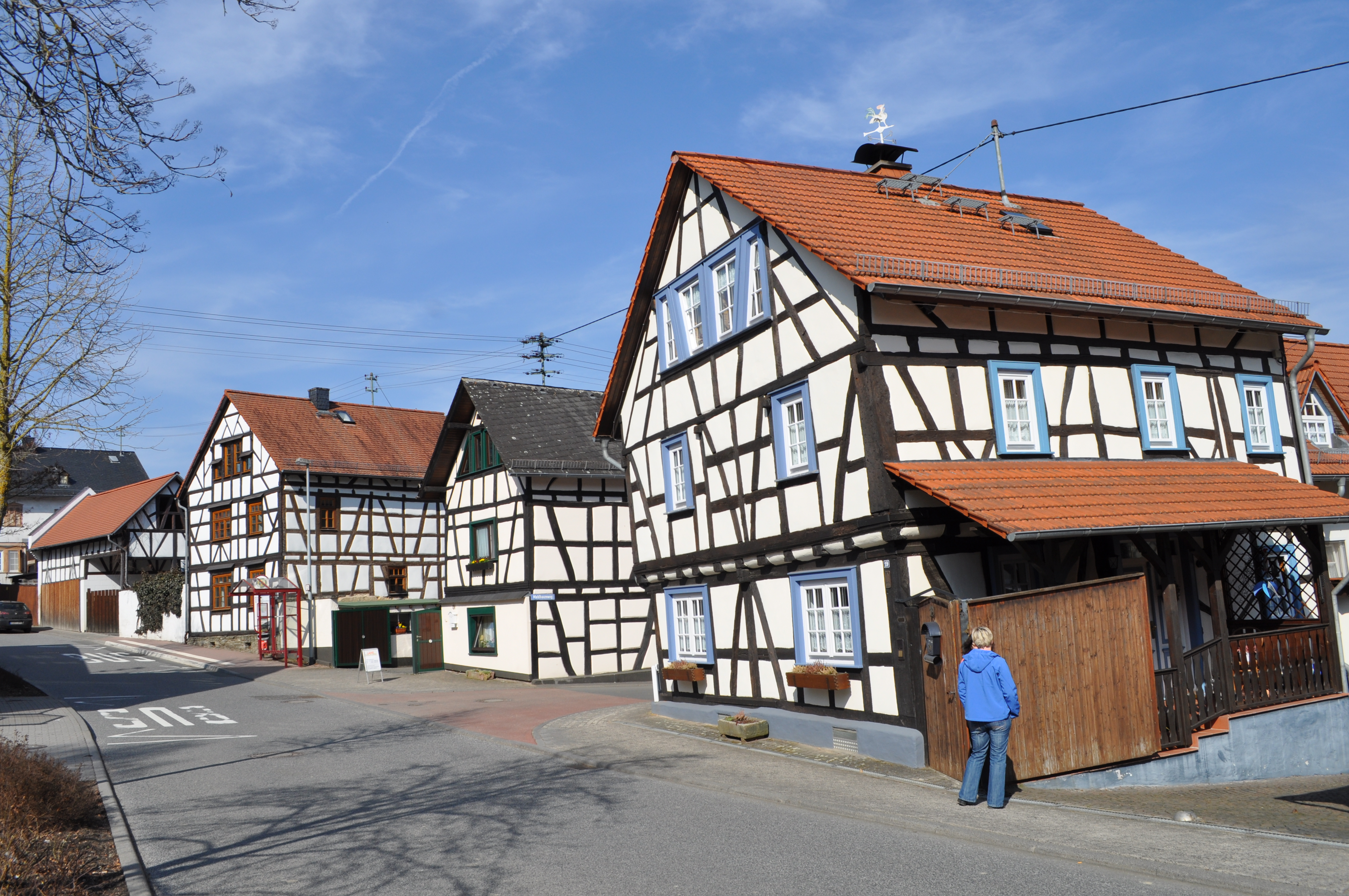
Zugmantelstraße
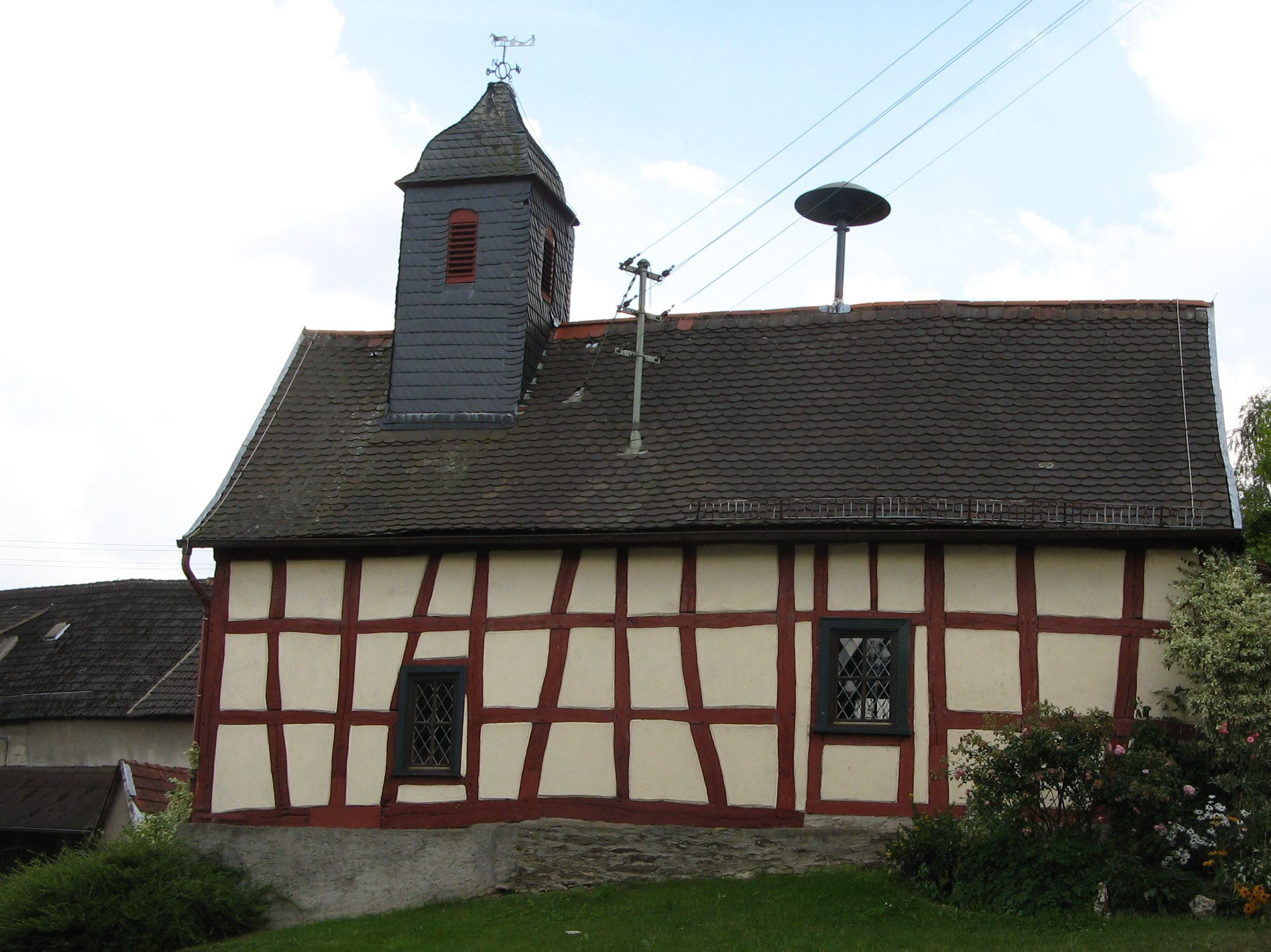
Kerk in Ehrenbach